# 교황 클레멘스 3세
교황 클레멘스 3세(라틴어: Clemens PP. III, 이탈리아어: Papa Clemente III, 1130년 ~ 1191년)는 제174대 교황(재위: 1187년 12월 19일 ~ 1191년 3월 27일)이다. 본명은 파울리노 스콜라리(이탈리아어: Paulino Scolari)이다.

## 추기경
로마에서 태어났으며, 교황 알렉산데르 3세에 의해 리베리오 대성전의 수석사제와 산티 세르지오 에 바코 성당의 부제급 추기경을 거쳐 1180년 12월 팔레스트리나의 주교급 추기경이 되었다.

## 교황
1187년 12월 교황으로 선출되지 얼마 지나지 않아 클레멘스 3세는 로마 시민들이 직접 행정관을 선출할 수 있게 해주는 대신 총독 임명 교황의 권한으로 남기도록 합의함으로써 교황들과 로마 시민들 사이에 반세기 동안 지속된 갈등을 치유하는데 성공했다. 1188년 5월 31일 그는 로마 시민들과 협약을 맺고 그토록 바랐던 로마로 다시 돌아갈 수 있게 되었다.
클레멘스 3세는 또한 숫자가 20명 이하로 대폭 감소된 추기경단을 전임자로부터 물려받았다. 그는 총 세 차례(1188년 3월, 1189년 5월, 1190년 10월) 추기경 서임식을 거행해 30명 이상의 새 추기경을 서임했다.
그는 잉글랜드의 헨리 2세와 프랑스의 필리프 2세 왕들에게 제3차 십자군 원정에 나설 것을 촉구하였다. 1189년 4월 클레멘스 3세는 신성 로마 제국의 프리드리히 1세와 평화로운 관계를 맺고 십자군 원정에 참여하기로 합의를 보았으나 프리드리히 1세가 1190년 소아시아에서 익사로 사망하자 크게 안타까워했다.
그는 세인트앤드루스 대주교 임명 문제를 놓고 스코틀랜드 왕 일리엄 막 안리크와 논쟁을 벌였으며, 1188년 3월 13일에는 요크 대주교의 관할권에 있던 스코틀랜드 교회를 독립시켜 직접 로마가 관리하도록 하였다.
클레멘스 3세는 하인리히 6세가 신성 로마 제국의 황제로 등극하는데 동의했으나 그를 견제하고자 그의 적수인 아풀리아 공작 루지에로 3세의 아들 탄크레드가 시칠리아의 왕으로 즉위하는 데에도 동의해 두 사람 사이에 갈등이 벌어졌다. 갈등이 한창이던 와중에 1191년 3월 클레멘스 3세는 선종하였다.

## 같이 보기
- 교황 목록